# Deilus
Deilus é um gênero de coleóptero da tribo Deilini (Cerambycinae).

## Sistemática
- Ordem Coleoptera
  - Subordem Polyphaga
    - Infraordem Cucujiformia
      - Superfamília Chrysomeloidea
        - Família Cerambycidae
          - Subfamília Cerambycinae
            - Tribo Deilini
              - Gênero Deilus
                - Deilus fugax
                - Deilus notula
                - Deilus rugosicollis